# Nils Bahr
Nils „Nille“ Bahr (* 16. Dezember 1969) ist ein ehemaliger deutscher Fußballtorwart.

## Karriere
Vom SV Siebeneichen kam Nils Bahr, der bis zur B-Jugend im Angriff spielte, 1986 in die Jugendabteilung des Hamburger SV. Im Januar 1989 nahm er mit der Amateurauswahl des Hamburger Fußball-Verbands an einem Turnier in der Sowjetunion (Leningrad) teil. Über die HSV-Amateure (1988 bis 1990) kam er schließlich 1990 in den Profikader der Hamburger. Sein Bundesligadebüt gab er am 8. Dezember 1990 gegen den VfB Stuttgart (2:0) und bestritt bis 1994 zehn Erstligapartien als Ersatztorhüter hinter Richard Golz. Bahr war in seiner HSV-Zeit mehrmals von gesundheitlichen Rückschlägen betroffen, 1991 unter anderem von einem schweren Verkehrsunfall und einem gebrochenen Finger, der schlecht verheilte und erneut gebrochen werden musste. Mit der deutschen Militär-Nationalmannschaft erlangte er Bronze bei der WM 1993.
Anschließend wechselte er in die Regionalliga Nord zum TuS Hoisdorf. Die Saison 1994/95 endete mit dem letzten Platz und dem damit verbundenen Abstieg. Während der Folgesaison ging er zurück in die Regionalliga zum SV Lurup. 1997 stieg er auch mit Lurup ab und kam über die Vereine Vorwärts-Wacker Billstedt und TSV Bargteheide 2005 zum Breitenfelder SV, wo er bis 2012 spielte.
Bahr steht auch für die Traditionsmannschaft des Hamburger SV („HSV-Altliga“) im Tor.

### Statistik
| Liga         | Spiele (Tore) |
| ------------ | ------------- |
| Bundesliga   | 10 (0)        |
| Regionalliga | 71 (0)        |
| Wettbewerb   |               |
| DFB-Pokal    | 01 (0)        |

## Privates
Bahr ist verheiratet und hat ein Kind. Er ist gelernter Groß- und Einzelhandelskaufmann.